# Міккель Поульсен
Мі́ккель А́друп По́ульсен (дан. Mikkel Adrup Poulsen, нар. 17 жовтня 1984, Відовре, Данія) — данський керлінгіст, учасник двох зимових Олімпійських ігор (2010, 2014). Багаторазовий призер чемпіонатів Європи з керлінгу. Ведуча рука — права.

## Життєпис
Міккель Адруп Поульсен народився у данському місті Відовре. Займатися керлінгом почав у 2000 році завдяки друзям. Тричі брав участь у молодіжних чемпіонатах світу з керлінгу (2004, 2005, 2006), однак жодного разу вище 5 місця не підіймався. У 2007 році приєднався до команди «Відовре КК» як запасний гравець. До 2010 року Поульсен взяв участь у двох чемпіонатах світу (2008, 2009) та трьох континентальних першостях (2007, 2008, 2009), здобувши європейську «бронзу» на чемпіонаті у Фююсені в 2007 році.
У 2010 році Поульсен у складі команди Ульріка Шмідта, що представляла Данію на зимових Олімпійських іграх у Ванкувері, посів дев'яте місце у головних зимових змаганнях чотириріччя, після чого провів зі Шмідтом ще один чемпіонат світу (2010) як запасний та отримав другий номер у четвірці Расмуса Стьєрне, разом з яким двічі поспіль здобував нагороди чемпіонатів Європи — «срібло» у 2010 та «бронзу» в 2011. Окрім цього, у міжолімпійський період данський керлінгіст брав участь у двох континентальних першостях (2012, 2013) та двох чемпіонатах світу (2012, 2013).
У лютому 2014 року Міккель у складі збірної Данії взяв участь в зимових Олімпійських іграх у Сочі, що стали для нього другими в кар'єрі. З 9 проведених на Іграх матчів данцям вдалося перемогти лише у чотирьох, внаслідок чого вони посіли шосте підсумкове місце і до раунду плей-оф не потрапили.
Окрім занять керлінгом Поульсен захоплюється читанням художньої літератури та американським футболом.

## Виступи на Олімпійських іграх
| Змагання                     | Місто    | Місце | % кидків |
| ---------------------------- | -------- | ----- | -------- |
| Зимові Олімпійські ігри 2014 | Сочі     | 6     | 79 %     |
| Зимові Олімпійські ігри 2010 | Ванкувер | 9     | 80 %     |